# 刑務所廃止運動
刑務所廃止運動（けいむしょはいしうんどう）は、 刑務所と刑務所制度を緩和あるいは排除し、刑罰と収容に重き置かない更生制度に転換することを目指す団体と活動家の運動である。  刑務所廃止運動は、刑務所内の状況の改善を図る従来の刑務所改革とは異なる 。 
刑務所廃止活動家は、独房監禁や死刑制度の廃止、新規の刑務所建設の禁止にも取り組んでいる 。 また、受刑者に本を提供する活動を支援し、彼らが（塀の外の）情報を入手したり、図書館サービスを利用する権利を擁護する者もいる。アナキスト黒十字のように、刑務所制度を他の政府の管理する制度に置き換えることすらせずに、刑務所制度の全面廃止を求める組織もある。 多くの無政府主義組織は、 正義の最良の形態は自然に社会契約や回復力から生まれると信じている。 

## 刑務所廃止論者
社会活動家として知られているアンジェラ・デイビスは、刑務所産業複合体（PIC）について痛烈に批判しており、刑務所廃止の支持を公表している  。彼女は著作で、「大量投獄は失業の解決策にならなければ、急浮上している刑務所制度に隠されている膨大な社会問題の解決策にもならない。 しかし、刑務所が役に立たないと歴史が明確に示しているにもかかわらず、大多数の人々は投獄の有効性を信じるようにだまされてきた。」と記している 。 